# Якобсен, Кристофер
Кристофер Якобсен (дат. Christopher Jakobsen; род. 14 сентября 1994, Копенгаген) — датский футболист, полузащитник клуба «Хиллерёд». В 2018 году сыграл 1 матч за сборную Дании.

## Биография

### Клубная карьера
Начинал карьеру в 2014 году в составе клуба пятого дивизиона Дании «Хиллерёд», с которым позже вышел в четвёртый дивизион. Летом 2016 года перешёл в клуб третьего дивизиона «Аварта», где провёл 18 матчей и забил 1 гол. В 2017 году вернулся в «Хиллерёд», который к тому моменту также вышел в третий дивизион. В сезоне 2021/22 пробился с командой в первый дивизион, заняв второе место в переходном турнире.

### Карьера в сборной
В 2018 году между датским футбольным союзом и ассоциацией датских футболистов произошёл конфликт. Стороны не смогли подписать партнёрское соглашение (действие предыдущего закончилось ещё 1 августа), из-за разногласий по использованию имиджевых прав игроков сборной. В итоге футболисты объявили бойкот федерации и отказались выходить на товарищеский матч против сборной Словакии, их поддержали и другие профессиональные футболисты, которые также отказались от вызова в сборную. 4 сентября на сайте датского футбольного союза был опубликован новый состав из 24 футболистов, куда вошёл и Кристофер Якобсен. На следующий день Якобсен появился на поле на 77-й минуте, заменив Симона Воллесена. Встреча завершилась со счётом 0:3 в пользу Словакии.

## Статистика

### Матчи Якобсена за сборную Дании
| Матчи Якобсена за сборную Дании | Матчи Якобсена за сборную Дании | Матчи Якобсена за сборную Дании | Матчи Якобсена за сборную Дании | Матчи Якобсена за сборную Дании | Матчи Якобсена за сборную Дании |
| ------------------------------- | ------------------------------- | ------------------------------- | ------------------------------- | ------------------------------- | ------------------------------- |
| №                               | Дата                            | Соперник                        | Счёт                            | Голы Якобсена                   | Соревнование                    |
| 1                               | 5 сентября 2018                 | Словакия                        | 0:3                             | —                               | Товарищеский матч               |

Итого: 1 матч / 0 голов; 0 побед, 0 ничьих, 1 поражение.